# San Lorenzo distribuisce le elemosine
San Lorenzo distribuisce le elemosine è un affresco (271x205 cm) della Cappella Niccolina, decorata nel palazzo Apostolico in Vaticano da Beato Angelico e aiuti (tra cui Benozzo Gozzoli) tra il 1447 e il 1448 circa. L'affresco occupa il riquadro destro del registro mediano della parete centrale ed è il terzo episodio delle Storie di san Lorenzo.  

## Storia
Beato Angelico lavorò alla Cappella Niccolina durante il suo soggiorno romano tra il 1445 e il 1450. I primi documenti che attestano gli affreschi sono datati tra il 9 maggio e il 1º giugno 1447, durante il pontificato di Niccolò V, ma è possibile che fossero già stati avviati nei due anni precedenti, sotto Eugenio IV. 
Gli affreschi di quella che era la cappella privata del papa dovevano essere terminati, dopo una pausa nell'estate 1447 quando il pittore si recò a Orvieto, entro la fine del 1448. Il 1º gennaio 1449 l'Angelico riceveva infatti la commissione per un nuovo lavoro. 

## Descrizione
La scena di San Lorenzo distribuisce le elemosine è accanto a quella di San Lorenzo riceve i tesori della Chiesa, dalla quale è separata da una cornice. La scena che rappresenta è tratta dalla leggenda di san Lorenzo, descritta ad esempio da sant'Ambrogio. Lorenzo, ricevuti i beni da papa Sisto II prima di essere ucciso, li distribuisce ai poveri prima che gli vengano requisiti dall'imperatore Valeriano. 
L'episodio è ambientato in un maestoso edificio dall'architettura rinascimentale, che è una versione dalla veduta in prospettiva della scena di Santo Stefano che distribuisce le elemosine, nella lunetta della parete sinistra. Anche in questo caso infatti il diacono è rappresentato sul sagrato di una basilica, ma è visibile dietro di lui, attraverso l'audace rettangolo del portale, la fuga prospettica di tutta la navata in stile paleocristiano, con colonne che reggono architravi ed una grande abside centrale, che enfatizza la figura di san Lorenzo. La prospettiva centrale venne introdotta a Roma proprio dall'Angelico e la rappresentazione di una fuga prospettica di colonne all'interno di una basilica, usata poco prima anche nell'affresco della Consacrazione di san Lorenzo come diacono, è usata qui per su scala monumentale, dopo alcuni esperimenti anteriori in opere di piccolo formato come la Presentazione al tempio della predella dell'Annunciazione di Cortona (anni 1430) o l'Apparizione dei santi Pietro e Paolo a Domenico della predella dell'Incoronazione della Vergine del Louvre (1434-1435 circa). 
In primo piano il portale è decorato da paraste corinzie con insoliti motivi vegetali, che si ritrovano anche in altri affreschi della cappella, ma che non hanno analogie né con l'architettura classica né con quella rinascimentale del secondo quarto del XV secolo.

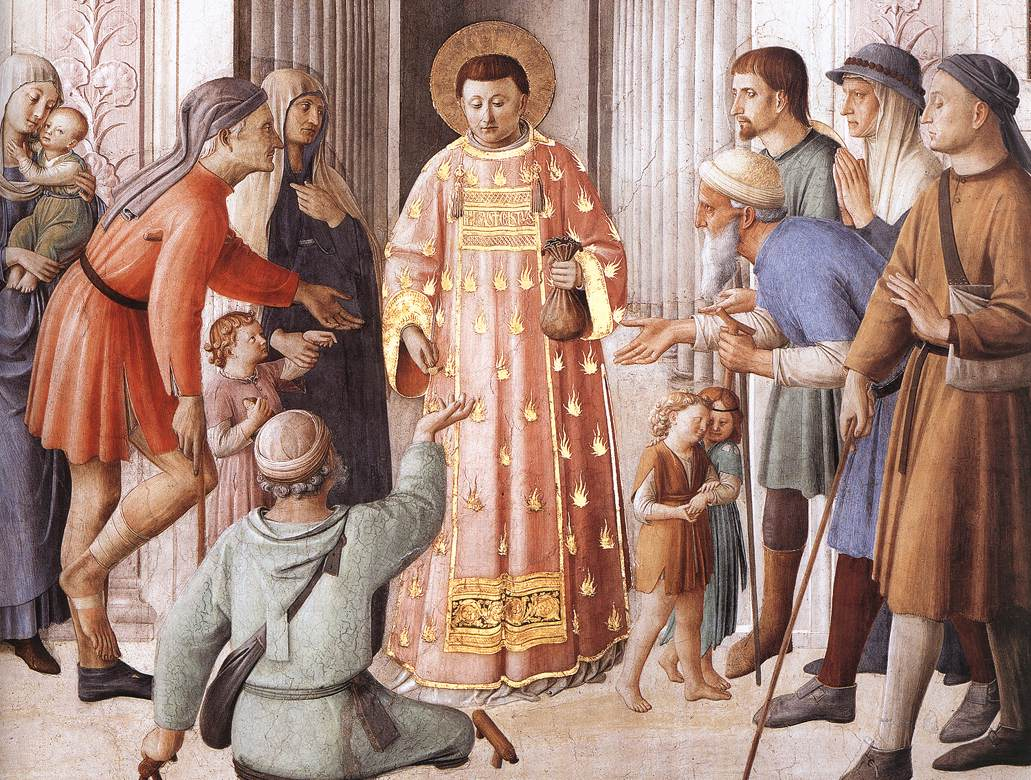
Dettaglio

Lorenzo è accerchiato da una variegata moltitudine di bisognosi: uno zoppo, un uomo privo delle gambe che si muove strascicandosi con appigli di legno, un cieco, un pellegrino, un mendicante, due madri coi figli, due piccoli orfani coi vestiti laceri. Nonostante i riferimenti realistici ai poveri e ai malati che ricevono l'elemosina, il senso che prevale nell'affresco è quello di ordine e armonia generale.

## Stile
Gli affreschi della Cappella Niccolina sono profondamente diversi da quelli del convento di San Marco a Firenze (1440-1445 circa), per via della ricchezza di dettagli, di citazioni colte, di motivi più vari, ispirati a principi di ricchezza, complessità compositiva e varietà. Come è stato acutamente fatto notare da studiosi come Pope-Hennessy, le differenze non sono però da imputare a uno sviluppo dello stile dell'autore, quanto piuttosto alla diversa destinazione della decorazione: in San Marco gli affreschi dovevano accompagnare ed aiutare la meditazione dei monaci, mentre in Vaticano essi dovevano celebrare la potenza e la vastità degli orizzonti intellettuali del papato nell'impresa di rinnovare i fasti dell'antica Roma dopo il disastroso abbandono della città durante la cattività avignonese. Lo stile della cappella Niccolina sembra dopotutto preannunciarsi nelle vivaci narrazioni della predella della Pala di San Marco (1440-1443 circa) o in altre opere anteriori, magari predelle o opere minori, dove l'artista aveva potuto dare un più libero sfogo al proprio estro creativo. 
Come nelle altre opere dell'Angelico, elemento centrale della pittura è la luce chiara e diffusa. Notevole è l'enfasi plastica delle figure.